# Plagiomima haustellata
Plagiomima haustellata är en tvåvingeart som beskrevs av Henry J. Reinhard 1944. Plagiomima haustellata ingår i släktet Plagiomima och familjen parasitflugor. Inga underarter finns listade i Catalogue of Life.